# 863计划

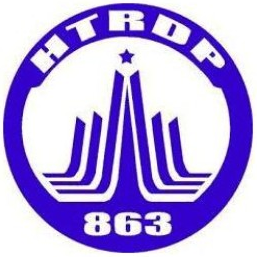
863计划的标志

863计划，即国家高技术研究发展计划，是中华人民共和国1986年3月提出并批准的一项高新科技发展计划，其历史背景是1983年美国总统罗纳德·里根提出了星球大战计划。863计划是以政府为主导、以一些有限的领域为研究目标的一个基础研究的国家性计划，于2016年结束。
1986年3月3日，王大珩、王淦昌、杨嘉墀、陈芳允四位“两弹一星元勋”致信邓小平，提出全面追踪世界高科技的发展并制定中国发展高科技计划的建议和设想，3月5日邓小平亲自批准启动、由时任国务院总理赵紫阳负责，同年即调拨100亿人民币作为项目专项资金（占全国财政总支出的二十分之一）。
863计划的重大科研成果包括神舟飞船、蛟龙号潜水器、天河一号及天河二号超级计算机、龙芯等等。

## 历史沿革

### 背景
1980年代以来，科学技术迅速发展，对人类产生了巨大的影响，引起了经济、社会、文化、政治、军事等各方面深刻的变革。许多国家为了在国际竞争中赢得先机，都把发展高技术列为国家发展战略的重要组成部分，不惜花费巨额投资，组织大量的人力与物力。例如，1983年美国提出的“战略防御倡议”（即星战计划）、欧洲提出的尤里卡计划、东欧的“科技进步综合纲要”、1986年日本提出的“振兴科技政策大纲”等高科技发展计划相继出台，对世界高技术大发展产生了一定的影响和震动。 

### 开启
1986年3月3日，王大珩、王淦昌、杨嘉墀、陈芳允四位科学家将“关于追踪世界高技术发展的建议”递交至中南海。3月5日，该计划获得邓小平批示，并交由赵紫阳主持该工作。此后，中共中央组织相关部门与技术专家对中国高技术的发展战略进行全面论证，制定高科技研究发展计划。1986年11月，中华人民共和国国务院批准了《高技术研究发展计划（“863”计划）纲要》；由于是在1986年3月提出并批准的，这个计划被命名为863计划。

### 结束
2016年，863计划终止，由“国家重点研发计划”取而代之。

## 计划内容

### 计划宗旨
中国根据本身的经济实力，以“有限目标，突出重点”为方针，主要的科学研究集中在生物技术、航天技术、信息技术、激光技术、自动化技术、能源技术和新材料领域。

### 计划目标
希望在15年内，达到：
1. 在几个最重要高技术领域，跟踪国际水平，缩小同国外的差距，并力争在我们有优势的领域有所突破，为本世纪末特别是下世纪初的经济发展和国防安全创造条件；
2. 培养新一代高水平的科技人才；
3. 通过伞型辐射，带动相关方面的科学技术进步；
4. 为下世纪初的经济发展和国防建设奠定比较先进的技术基础，并为高技术本身的发展创造良好的条件；
5. 把阶段性研究成果同其它推广应用计划密切衔接，迅速地转化为生产力，发挥经济效益。

### 研究领域
1. 生物技术领域
  - 优质、高产、抗逆的动植物新品种主题
  - 基因工程药物、疫苗和基因治疗主题
  - 蛋白质工程主题
  - 生物能源主题
2. 航天技术领域
  - 航天技术研究发展性能先进的大型运载火箭
  - 可重複使用之概念空天飛機
3. 信息技术领域
  - 智能计算机系统主题
  - 光电子器件和光电子、微电子系统集成技术主题
  - 信息获取与处理技术主题
  - 通信技术主题
4. 激光技术领域
5. 自动化技术领域
  - 计算机集成制造系统主题
  - 智能机器人主题
6. 能源技术领域
  - 燃煤磁流体发电技术主题
  - 先进核反应堆技术主题
7. 新材料领域
  - 高技术新材料和现代科学技术主题
8. 海洋技术领域
  - 海洋探测与监视技术主题
  - 海洋生物技术主题
  - 海洋资源开发技术主题
9. 专项
  - 水稻基因图谱
  - 航空遥感实时传输系统
  - HJD-04E型大型数字程控交换机关键技术
  - 超导技术
  - 高技术新概念新构思探索